# Opere del Bronzino
Qui di seguito sono elencate le opere di Bronzino, pittore italiano del Manierismo fiorentino del XVI secolo.
Le opere sono classificate in ordine cronologico e sono suddivise in affreschi, dipinti e disegni.

## Affreschi
| Immagine | Titolo                                                | Datazione | Dimensioni | Tecnica e supporto | Luogo, città e Paese di conservazione                  | Ulteriori informazioni | N. |
| -------- | ----------------------------------------------------- | --------- | ---------- | ------------------ | ------------------------------------------------------ | ---------------------- | -- |
|          | Traversata del Mar Rosso                              | 1540–1542 | 320×490 cm | affresco           | Cappella di Eleonora, Palazzo Vecchio, Firenze, Italia |                        |    |
|          | Caduta della manna e comparsa di sorgenti nel deserto | 1540–1545 | 300×175 cm | affresco           | Cappella di Eleonora, Palazzo Vecchio, Firenze, Italia |                        |    |
|          | Adorazione del Serpente di Bronzo                     | 1540–1545 | 300×380 cm | affresco           | Cappella di Eleonora, Palazzo Vecchio, Firenze, Italia |                        |    |
|          | Soffitto della Cappella di Eleonora di Toledo         | 1540–1545 | 490×385 cm | affresco           | Cappella di Eleonora, Palazzo Vecchio, Firenze, Italia |                        |    |
|          | Martirio di San Lorenzo                               | 1569      |            | affresco           | Basilica di San Lorenzo, Firenze, Italia               |                        |    |

## Dipinti
| Immagine | Titolo                                                   | Datazione    | Dimensioni        | Tecnica e supporto                 | Luogo, città e Paese di conservazione                                            | Ulteriori informazioni                                                             | N.    |
| -------- | -------------------------------------------------------- | ------------ | ----------------- | ---------------------------------- | -------------------------------------------------------------------------------- | ---------------------------------------------------------------------------------- | ----- |
|          | San Marco                                                | c. 1525      | 70 cm di diametro | olio su tavola                     | Cappella Capponi, Chiesa di Santa Felicita, Italia                               |                                                                                    |       |
|          | Ritratto di Lodovico Capponi seniore                     | c. 1525      | 94×78 cm          | olio su tavola                     | Collezione privata di Andrea Miari Fulcis                                        |                                                                                    |       |
|          | San Sebastiano                                           | c. 1525–1528 | 87×76,5 cm        | olio su tavola                     | Museo Thyssen-Bornemisza, Madrid, Spagna                                         |                                                                                    |       |
|          | Sacra Famiglia                                           | c. 1527–1528 | 101,3×78,7 cm     | olio su tavola                     | National Gallery of Art, Washington D. C., Stati Uniti d'America                 |                                                                                    |       |
|          | Ritratto di Lorenzo Lenzi                                | c. 1527–1528 | 90×71 cm          | olio su tavola                     | Pinacoteca del Castello Sforzesco, Milano, Italia                                |                                                                                    |       |
|          | Pigmalione e Galatea                                     | c. 1529–1530 | 81×63 cm          | olio su tavola                     | Galleria degli Uffizi, Firenze, Italia                                           |                                                                                    |       |
|          | Ritratto di Dante Alighieri                              | c. 1530      | 126,9×120 cm      | olio su tavola                     | National Gallery of Art, Washington D.C., Stati Uniti d'America                  |                                                                                    |       |
|          | Pietà                                                    | c. 1530      | 105×100 cm        | olio su tavola                     | Galleria degli Uffizi, Firenze, Italia                                           |                                                                                    |       |
|          | Ritratto di Andrea Doria nelle vesti di Nettuno          | c. 1530–1540 | 199.5×149 cm      | olio su tela                       | Pinacoteca di Brera, Milano, Italia                                              |                                                                                    |       |
|          | Ritratto di dama in verde                                | c. 1530–1532 | 76,7×65,4 cm      | olio su tavola                     | Castello di Windsor, Regno Unito                                                 |                                                                                    |       |
|          | Ritratto di giovane con liuto                            | c. 1530–1532 | 94×79 cm          | tempera su tavola                  | Galleria degli Uffizi, Firenze, Italia                                           |                                                                                    |       |
|          | Ritratto di Guidobaldo della Rovere                      | c. 1531–1532 | 104×86 cm         | olio su tavola                     | Galleria Palatina di Palazzo Pitti, Firenze, Italia                              |                                                                                    |       |
|          | Sfida tra Apollo e Marsia                                | c. 1531–1532 | 48×119 cm         | olio su tavola, trasferito su tela | Ermitage, San Pietroburgo, Russia                                                |                                                                                    |       |
|          | Dama in rosso con cagnolino                              | c. 1532–1535 | 89×70 cm          | olio su tavola                     | Städelsches Kunstinstitut und Stadtische Galerie, Francoforte sul Meno, Germania | Attribuzione incerta, forse opera del Pontormo                                     |       |
|          | Ritratto di Ugolino Martelli                             | c. 1535      | 102×85 cm         | olio su tavola                     | Gemäldegalerie, Berlino, Germania                                                |                                                                                    |       |
|          | Adorazione dei pastori                                   | c. 1535–1540 | 65,3×46,7 cm      | tempera su tavola                  | Museo di Belle Arti, Budapest, Ungheria                                          |                                                                                    |       |
|          | Ritratto di Cosimo I de' Medici                          | c. 1537      | 117.5×87.5 cm     | olio su tavola, trasferito su tela | Ermitage, San Pietroburgo, Russia                                                |                                                                                    |       |
|          | Ritratto di Cosimo I de' Medici come Orfeo               | c. 1537–1539 | 93,7×76,4 cm      | olio su tavola                     | Philadelphia Museum of Art, Filadelfia, Stati Uniti d'America                    |                                                                                    |       |
|          | Ritratto di giovane uomo con libro                       | c. 1540      | 95,6×74,9 cm      | olio su tavola                     | Metropolitan Museum of Art, New York, Stati Uniti d'America                      |                                                                                    |       |
|          | Ritratto di giovane dama col suo bambino                 | c. 1540      | 99.5×76 cm        | olio su tavola                     | National Gallery of Art, Washington D.C., Stati Uniti d'America                  |                                                                                    |       |
|          | Ritratto di Costanza da Sommaia                          | c. 1540      | 48.2×28.9 cm      | olio su tavola                     | Detroit Institute of Arts, Detroit, Stati Uniti d'America                        |                                                                                    | [ 1 ] |
|          | Madonna col Bambino e San Giovanni Battista              | c. 1540      | 62.5×48.8 cm      | olio su tavola                     | Detroit Institute of Arts, Detroit, Stati Uniti d'America                        |                                                                                    | [ 2 ] |
|          | Sacra Famiglia con Giovanni Battista bambino             | c. 1540      | 117×99 cm         | tempera su tavola                  | Museo Puškin delle Belle Arti, Mosca, Russia                                     |                                                                                    |       |
|          | Madonna col Bambino e Santi                              | c. 1540      |                   |                                    | National Gallery, Londra, Regno Unito                                            |                                                                                    |       |
|          | Ritratto di Bartolomeo Panciatichi                       | c. 1540      | 104×85 cm         | olio su tavola                     | Galleria degli Uffizi, Firenze, Italia                                           |                                                                                    |       |
|          | Ritratto di Lucrezia Panciatichi                         | 1540–1545    | 102×85 cm         | olio su tavola                     | Galleria degli Uffizi, Firenze, Italia                                           |                                                                                    |       |
|          | Deposizione di Cristo (prima versione)                   | 1540–1545    | 268×173 cm        | olio su tavola                     | Musée des Beaux-Arts et d'Archéologie, Besançon, Francia                         |                                                                                    |       |
|          | Sacra Famiglia Panciatichi                               | c. 1541      | 117×93 cm         | olio su tavola                     | Galleria degli Uffizi, Firenze, Italia                                           |                                                                                    |       |
|          | Ritratto di Bia de' Medici                               | c. 1542      | 64×48 cm          | olio su tavola                     | Galleria degli Uffizi, Firenze, Italia                                           |                                                                                    |       |
|          | San Giovanni Battista                                    | c. 1542–1545 | 154×53 cm         | olio su tavola                     | Getty Museum, Los Angeles, Stati Uniti d'America                                 | Era uno dei due pannelli laterali della prima versione della Deposizione di Cristo |       |
|          | Ritratto di Eleonora di Toledo                           | c. 1543      | 59×46 cm          | olio su tavola                     | Národní galerie, Praga, Repubblica Ceca                                          |                                                                                    |       |
|          | Ritratto di Eleonora di Toledo col figlio Giovanni       | c. 1544–1545 | 115×96 cm         | olio su tavola                     | Galleria degli Uffizi, Firenze, Italia                                           |                                                                                    |       |
|          | Ritratto di Cosimo I de' Medici in armatura              | 1545         | 117,5×98,5 cm     | olio su tavola                     | Art Gallery of New South Wales, Sydney, Australia                                |                                                                                    |       |
|          | Ritratto di Cosimo I de' Medici in armatura              | 1545         | 74×58 cm          | tempera su tavola                  | Galleria degli Uffizi, Firenze, Italia                                           |                                                                                    |       |
|          | Ritratto di Giovanni de' Medici bambino                  | c. 1545      | 58×48 cm          | olio su tavola                     | Galleria degli Uffizi, Firenze, Italia                                           |                                                                                    |       |
|          | Allegoria del trionfo di Venere                          | c. 1545      | 146×116 cm        | olio su tavola                     | National Gallery, Londra, Regno Unito                                            |                                                                                    |       |
|          | Ritratto di giovane donna con libro                      | c. 1545      | 58×46,5 cm        | olio su tavola                     | Galleria degli Uffizi, Firenze, Italia                                           |                                                                                    |       |
|          | Cristo in croce                                          | c. 1545      | 145×115 cm        | olio su tavola                     | Musée des Beaux-Arts, Nizza, Francia                                             | Attribuzione recente                                                               |       |
|          | Sacra Famiglia con Sant'Anna e Giovanni Battista bambino | c. 1545–1546 | 126,8×101,5 cm    | olio su tavola                     | Kunsthistorisches Museum, Vienna, Austria                                        |                                                                                    |       |
|          | Ritratto di uomo con statuetta                           | c. 1545–1555 | 99×79 cm          | olio su tavola, trasferito su tela | Museo del Louvre, Parigi, Francia                                                |                                                                                    |       |
|          | Ritratto di Stefano Colonna                              | c. 1546      | 125×95 cm         | tempera su tavola                  | Galleria Nazionale d'Arte Antica di Palazzo Barberini, Roma, Italia              |                                                                                    |       |
|          | Venere, Cupido e Invidia                                 | 1548–1550    | 192×142 cm        | olio su tavola                     | Museo di Belle Arti, Budapest, Ungheria                                          |                                                                                    |       |
|          | Ritratto di Eleonora di Toledo con suo figlio Francesco  | c. 1549      |                   |                                    | Palazzo Reale, Pisa, Italia                                                      |                                                                                    |       |
|          | Ritratto di Garzia de' Medici bambino                    | c. 1550      | 48×38 cm          | olio su tavola                     | Museo del Prado, Madrid, Spagna                                                  |                                                                                    |       |
|          | Ritratto di Cosimo I de' Medici                          | c. 1550      | 94.8×65.2 cm      | olio                               | Gemäldegalerie Alte Meister, Dresda, Germania                                    |                                                                                    | [ 3 ] |
|          | Ritratto di gentildonna                                  | c. 1550      | 109×85 cm         | olio su tavola                     | Galleria Sabauda, Torino, Italia                                                 |                                                                                    |       |
|          | Ritratto di donna                                        | c. 1550      | 60×48.8 cm        | olio su tavola                     | Cleveland Museum of Art, Cleveland, Stati Uniti d'America                        |                                                                                    |       |
|          | Ritratto di Giovanni de' Medici                          | c. 1550–1551 | 66.2×52.8 cm      | olio su tavola                     | Ashmolean Museum, Oxford, Regno Unito                                            |                                                                                    | [ 4 ] |
|          | Ritratto di Laura Battiferri                             | c. 1550–1555 | 83×60 cm          | olio su tavola                     | Palazzo Vecchio, Firenze, Italia                                                 |                                                                                    |       |
|          | Ritratto di giovane uomo                                 | c. 1550–1555 | 75×57,5 cm        | olio su tavola                     | National Gallery, Londra, Regno Unito                                            |                                                                                    |       |
|          | Ritratto di Lodovico Capponi juniore                     | 1550–1555    | 116,5×86 cm       | olio su tavola                     | Frick Collection, New York, Stati Uniti d'America                                |                                                                                    |       |
|          | Ritratto di giovane uomo                                 | 1550–1555    | 83.8×68.5 cm      | olio su tavola                     | Museo Nelson-Atkins, Kansas City, Stati Uniti d'America                          |                                                                                    | [ 5 ] |
|          | Ritratto di nobiluomo                                    | 1550–1555    | 107×83 cm         | olio su tavola                     | National Gallery of Canada, Ottawa, Canada                                       |                                                                                    |       |
|          | Ritratto di Piero de' Medici                             | c. 1550–1570 | 58.4×45.1 cm      | olio su tavola                     | National Gallery, Londra, Regno Unito                                            |                                                                                    |       |
|          | Ritratto di Garzia de' Medici bambino                    | c. 1551      | 43.5×30.5 cm      | olio su tavola                     | Museo di Palazzo Mansi, Lucca, Italia                                            |                                                                                    | [ 6 ] |
|          | Ritratto di Maria de' Medici                             | 1551         | 52,5×38 cm        | olio                               | Galleria degli Uffizi, Firenze, Italia                                           |                                                                                    |       |
|          | Ritratto di Francesco I de' Medici giovinetto            | 1551         | 58,5×41,5 cm      | tempera su tavola                  | Galleria degli Uffizi, Firenze, Italia                                           |                                                                                    |       |
|          | Doppio ritratto del Nano Morgante                        | 1552         |                   | olio                               | Galleria degli Uffizi, Firenze, Italia                                           |                                                                                    |       |
|          | Resurrezione                                             | 1552         |                   | olio su tavola                     | Basilica della Santissima Annunziata, Firenze, Italia                            |                                                                                    |       |
|          | Discesa di Cristo al Limbo                               | 1552         |                   | olio su tavola                     | Museo dell'Opera della Basilica di Santa Croce, Firenze, Italia                  |                                                                                    |       |
|          | Ritratto di Luca Martini                                 | c. 1552      | 58.5×41.5 cm      | tempera su tavola                  | Collezione privata                                                               |                                                                                    |       |
|          | Deposizione di Cristo (seconda versione)                 | 1553         | 263×175 cm        | olio su tavola                     | Cappella di Eleonora, Palazzo Vecchio, Firenze, Italia                           |                                                                                    |       |
|          | Giovanni Battista                                        | 1553         | 120×92 cm         | olio su tavola                     | Galleria Borghese, Roma, Italia                                                  |                                                                                    |       |
|          | Venere, Cupido e Satiro                                  | c. 1553–1555 | 135×231 cm        | olio su tavola                     | Palazzo Colonna, Roma, Italia                                                    |                                                                                    |       |
|          | Ritratto di Luca Martini                                 | 1555         |                   |                                    | Galleria Palatina di Palazzo Pitti, Firenze, Italia                              |                                                                                    | [ 7 ] |
|          | Ritratto di Lorenzo de' Medici                           | c. 1555–1565 | 16×12.5 cm        | olio su stagno                     | Galleria degli Uffizi, Firenze, Italia                                           |                                                                                    |       |
|          | Ritratto di Papa Leone X                                 | c. 1555–1565 | 15×12 cm          | olio su stagno                     | Galleria degli Uffizi, Firenze, Italia                                           |                                                                                    |       |
|          | Ritratto di Lucrezia de' Medici                          | c. 1555–1565 | 15×12 cm          | olio su stagno                     | Galleria degli Uffizi, Firenze, Italia                                           |                                                                                    |       |
|          | Ritratto di Ferdinando I de' Medici bambino              | c. 1555–1565 | 15×12 cm          | olio su stagno                     | Galleria degli Uffizi, Firenze, Italia                                           |                                                                                    |       |
|          | Ritratto di Garzia de' Medici                            | c. 1555–1565 | 15×12 cm          | olio su stagno                     | Galleria degli Uffizi, Firenze, Italia                                           |                                                                                    |       |
|          | Ritratto di Giovanni di Bicci de' Medici                 | c. 1559–1569 | 16×12.5 cm        | olio su stagno                     | Galleria degli Uffizi, Firenze, Italia                                           |                                                                                    |       |
|          | Ritratto di Francesco I de' Medici bambino               | c. 1560      |                   | olio su tavola                     | Museo di Palazzo Mansi, Lucca, Italia                                            |                                                                                    |       |
|          | Ritratto di Cosimo I de' Medici                          | c. 1560      | 58.5×44.5 cm      | olio su tavola                     | Gemäldegalerie Alte Meister, Dresda, Germania                                    |                                                                                    | [ 8 ] |
|          | Ritratto di Eleonora di Toledo                           | c. 1560      | 86.4×65.1 cm      | olio su tavola                     | National Gallery of Art, Washington D.C., Stati Uniti d'America                  |                                                                                    |       |
|          | Noli me tangere                                          | c. 1561      | 291×195 cm        | olio su tavola                     | Museo del Louvre, Parigi, Francia                                                |                                                                                    |       |
|          | Angelo dell'Annunciazione                                | 1564         | 160×55 cm         | olio su tavola                     | Cappella di Eleonora, Palazzo Vecchio, Firenze, Italia                           |                                                                                    |       |
|          | Vergine dell'Annunciazione                               | 1564         | 160×55 cm         | olio su tavola                     | Cappella di Eleonora, Palazzo Vecchio, Firenze, Italia                           |                                                                                    |       |
|          | Natività di Cristo                                       | 1564         |                   |                                    | Chiesa di Santo Stefano dei Cavalieri, Pisa, Italia                              |                                                                                    |       |
|          | Allegoria della Felicità                                 | 1564         | 40×30 cm          | olio su rame                       | Galleria degli Uffizi, Firenze, Italia                                           |                                                                                    |       |
|          | Deposizione                                              | 1565         | 350×235 cm        | olio su tavola                     | Galleria dell'Accademia, Firenze, Italia                                         |                                                                                    |       |
|          | Maria Maddalena                                          | c. 1565      | 59,7×48,3 cm      | olio su tavola                     | Spencer Museum of Art, Lawrence, Stati Uniti d'America                           |                                                                                    |       |
|          | Ritratto di Cosimo de' Medici                            | c. 1565–1569 | 16×12.5 cm        | olio su stagno                     | Galleria degli Uffizi, Firenze, Italia                                           |                                                                                    |       |
|          | Ritratto di Alessandro de' Medici                        | c. 1565–1569 | 16×12.5 cm        | olio su stagno                     | Galleria degli Uffizi, Firenze, Italia                                           |                                                                                    |       |
|          | Ritratto di Papa Clemente VII                            | c. 1565–1569 | 16×12.5 cm        | olio su stagno                     | Galleria degli Uffizi, Firenze, Italia                                           |                                                                                    |       |
|          | Resurrezione della Figlia di Giaro                       | c. 1570–1572 |                   | olio su tavola                     | Cappella Gaddi, Basilica di Santa Maria Novella, Firenze, Italia                 |                                                                                    |       |
|          | Immacolata Concezione                                    | c. 1570–1572 |                   | olio su tavola                     | Chiesa di Santa Maria Regina della Pace, Firenze, Italia                         |                                                                                    |       |

## Disegni
Il Bronzino ha lasciato molti disegni, con i quali si può risalire alle origini delle proprie opere.
In particolare, sono da considerare di importante rilievo i cartoni di base prodotti tra il 1546 e il 1553 per la realizzazione di 16 delle 20 tappezzerie delle Storie di Giuseppe, già affidati al suo maestro Pontormo che ne realizzò 3 (l'ultimo restante fu realizzato dal Salviati), che avrebbero dovuto decorare la Sala de’ Dugento di Palazzo Vecchio a Firenze. Il ciclo di arazzi è oggi suddiviso in due collezioni, ognuna delle quali ne custodisce 10: una metà è nel già citato Palazzo Vecchio, mentre l'altra metà è nel Palazzo del Quirinale a Roma. Qui di seguito sono elencati gli arazzi realizzati dai cartoni del Bronzino:

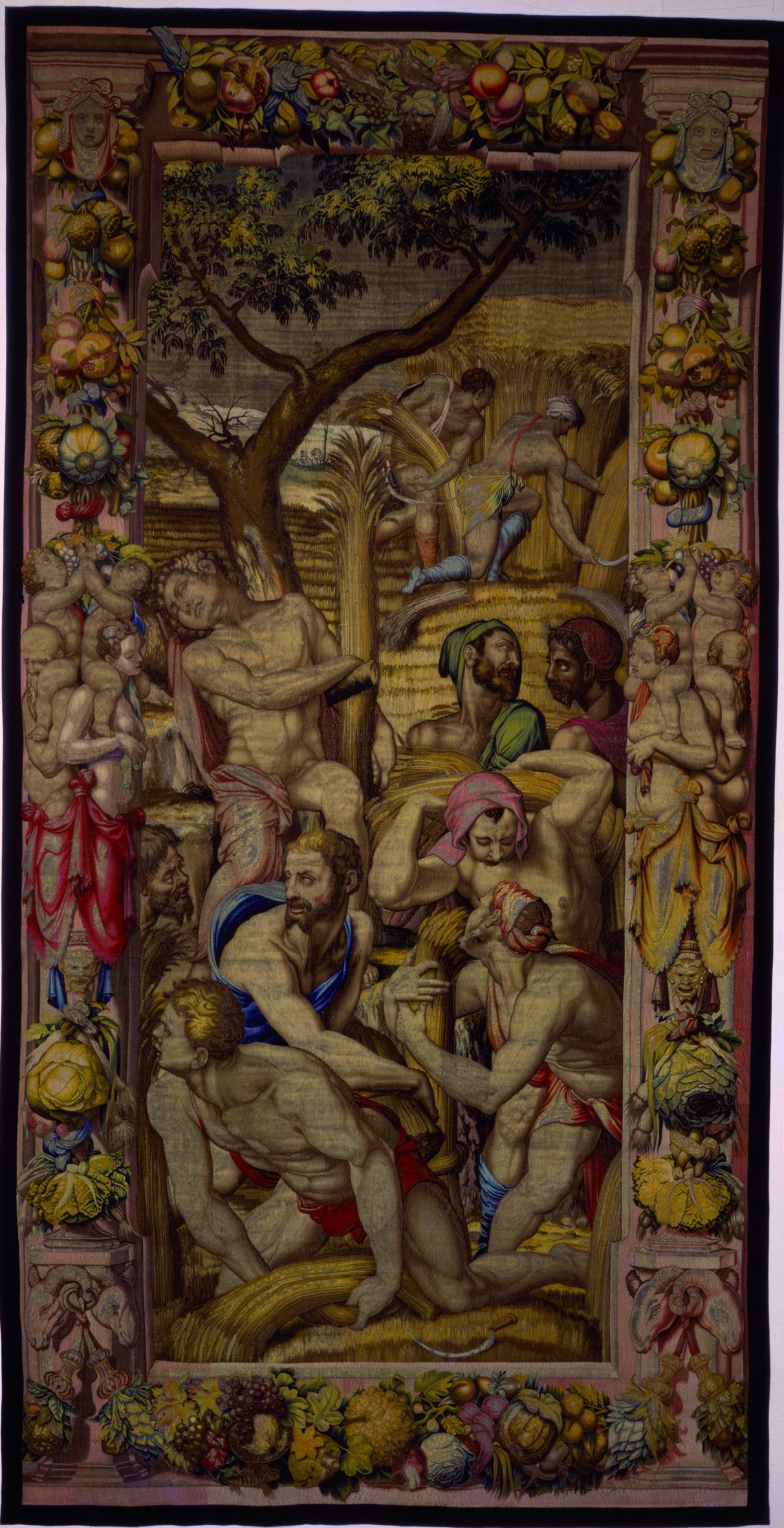
Il sogno dei manipoli
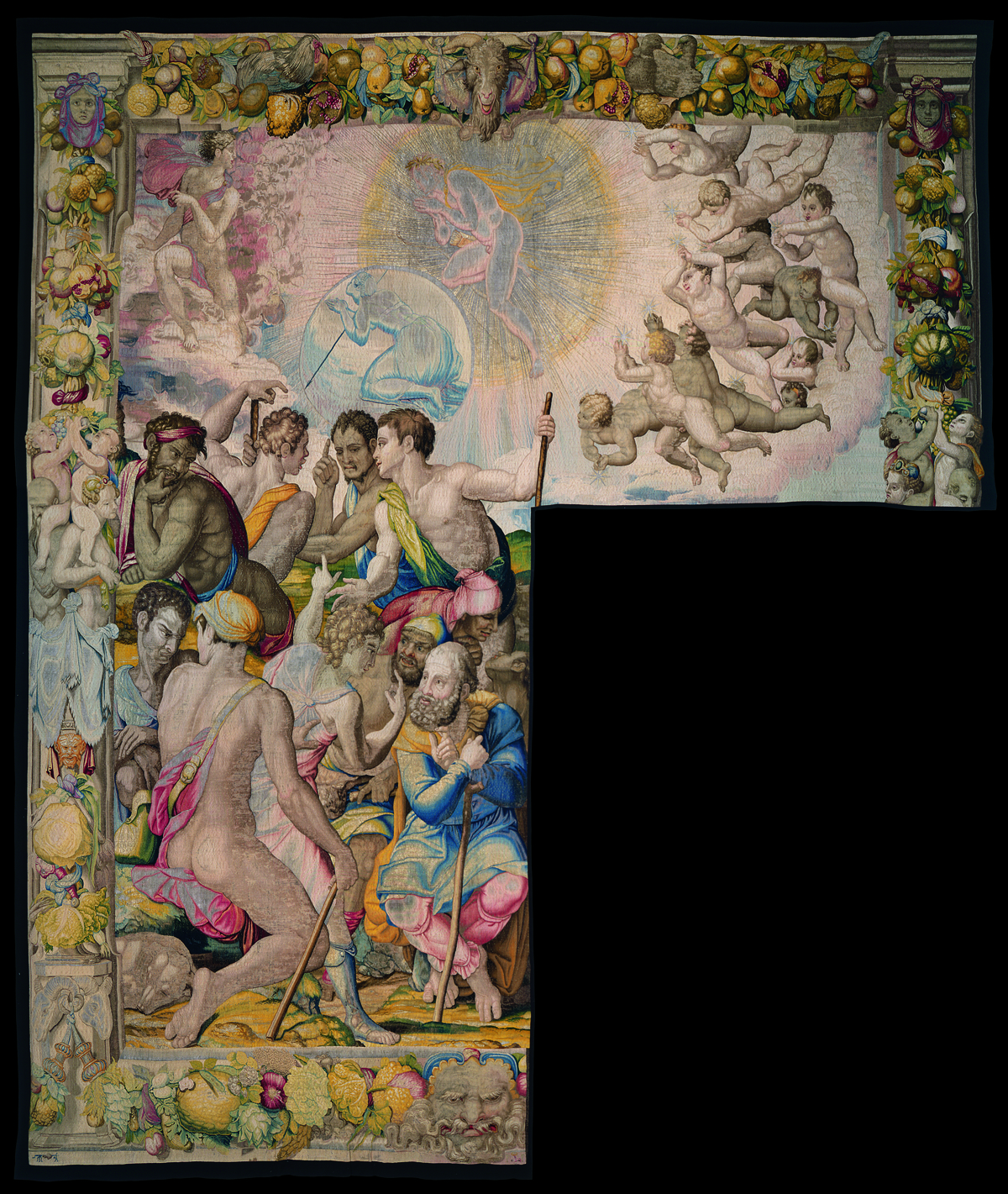
Giuseppe racconta il sogno del sole, della luna e delle stelle
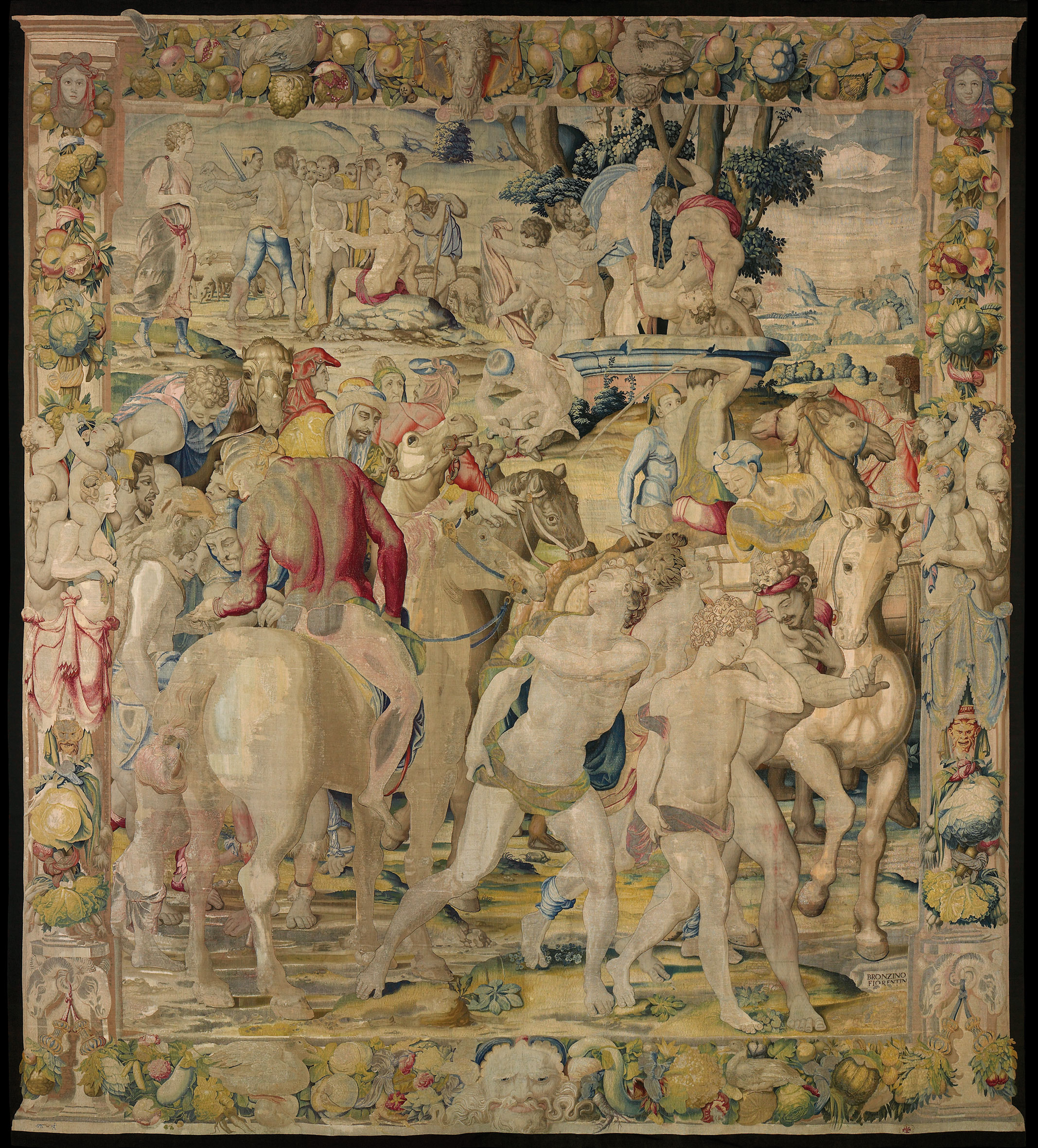
Vendita di Giuseppe
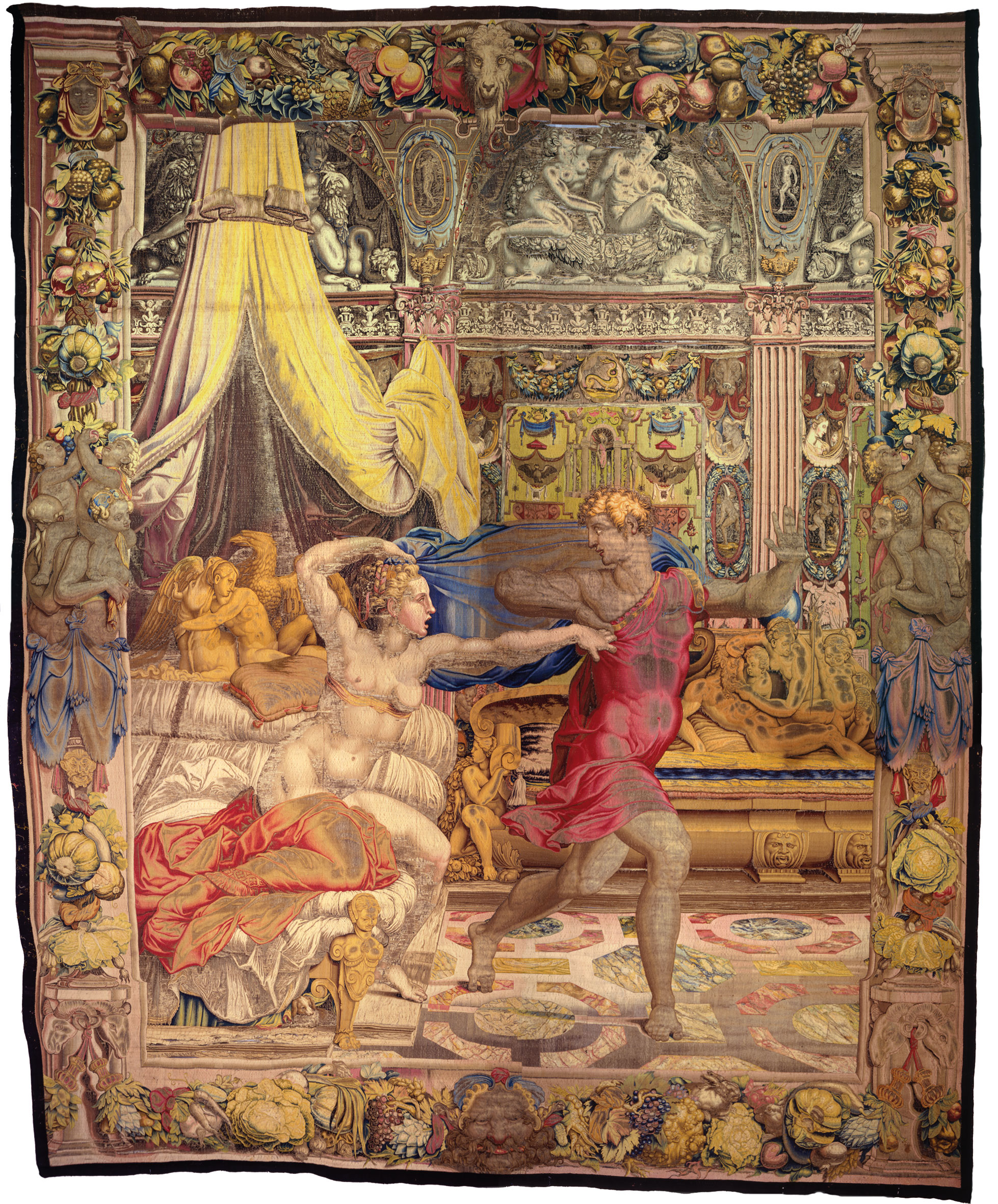
Giuseppe fugge dalla moglie di Putifarre
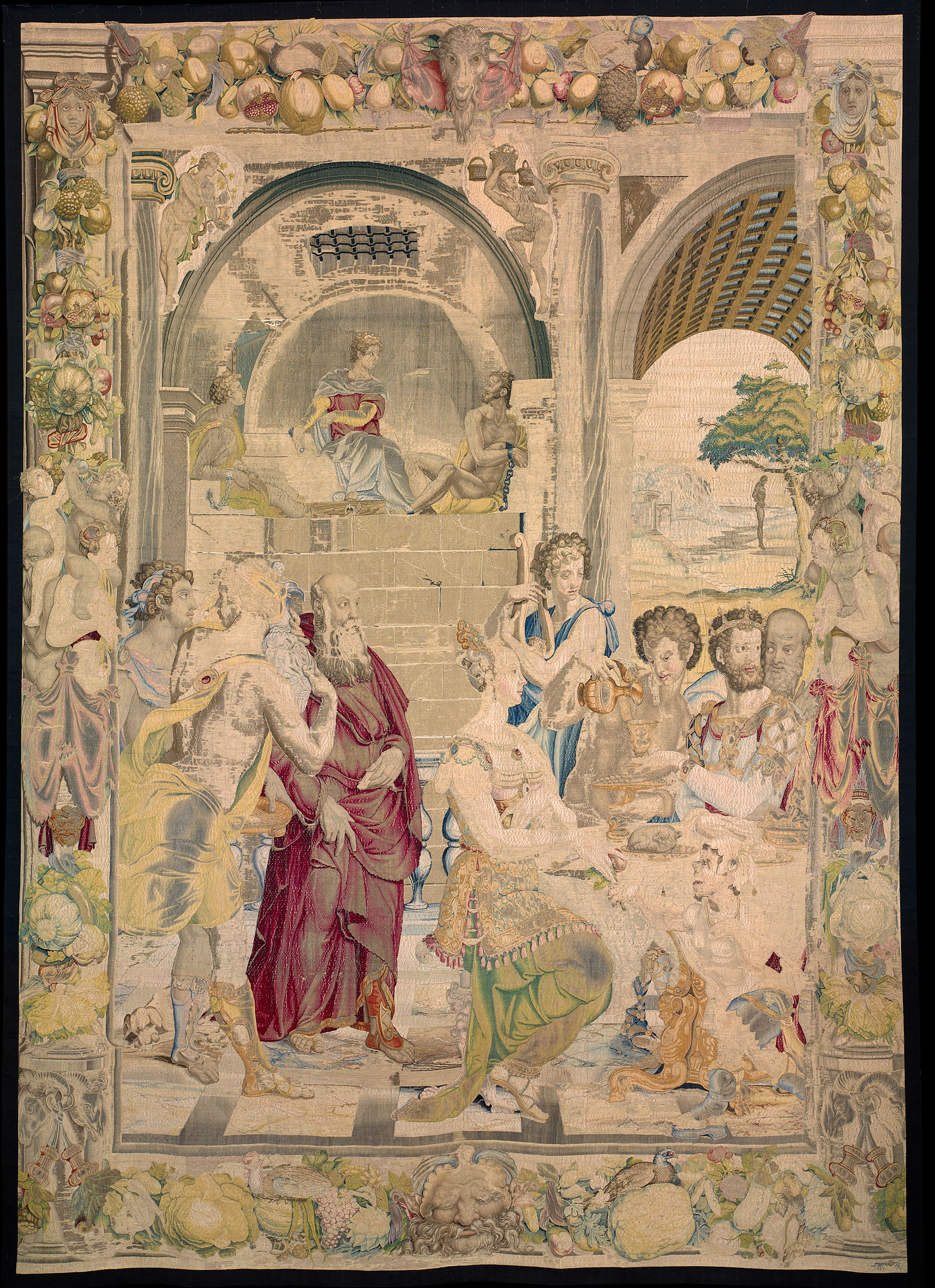
Giuseppe in prigione e il banchetto del Faraone
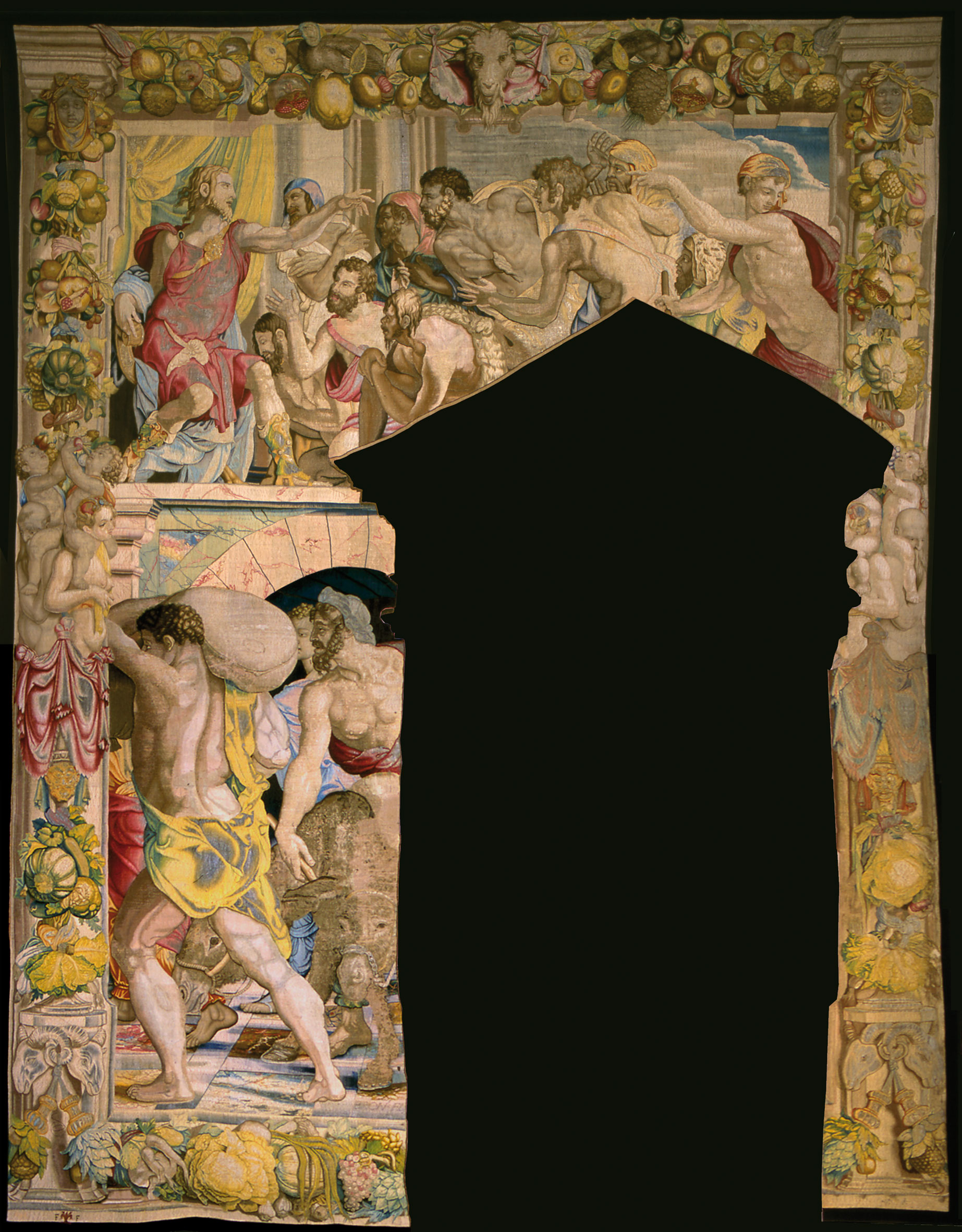
Vendita del grano ai fratelli
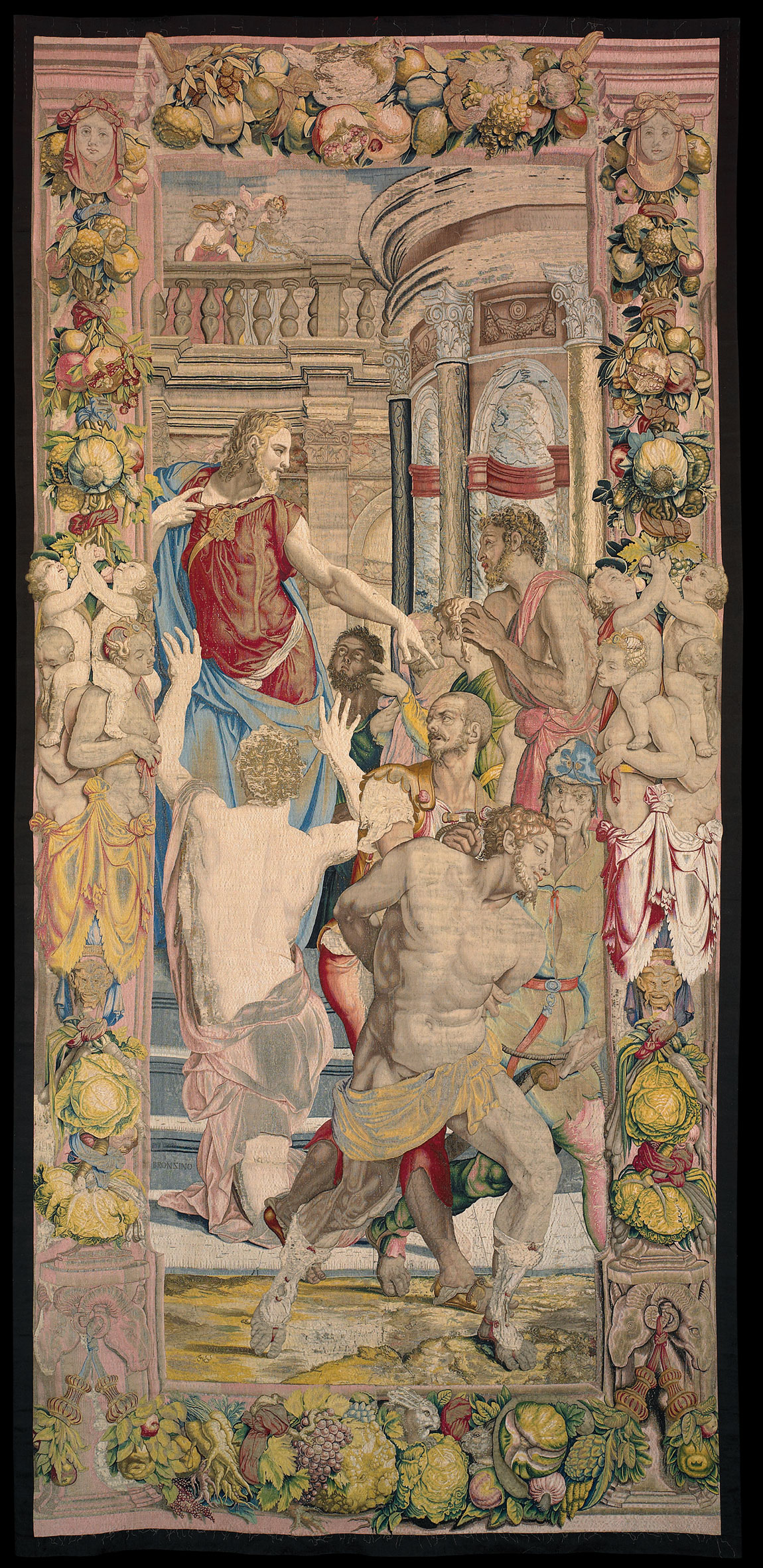
Giuseppe prende in ostaggio Simeone
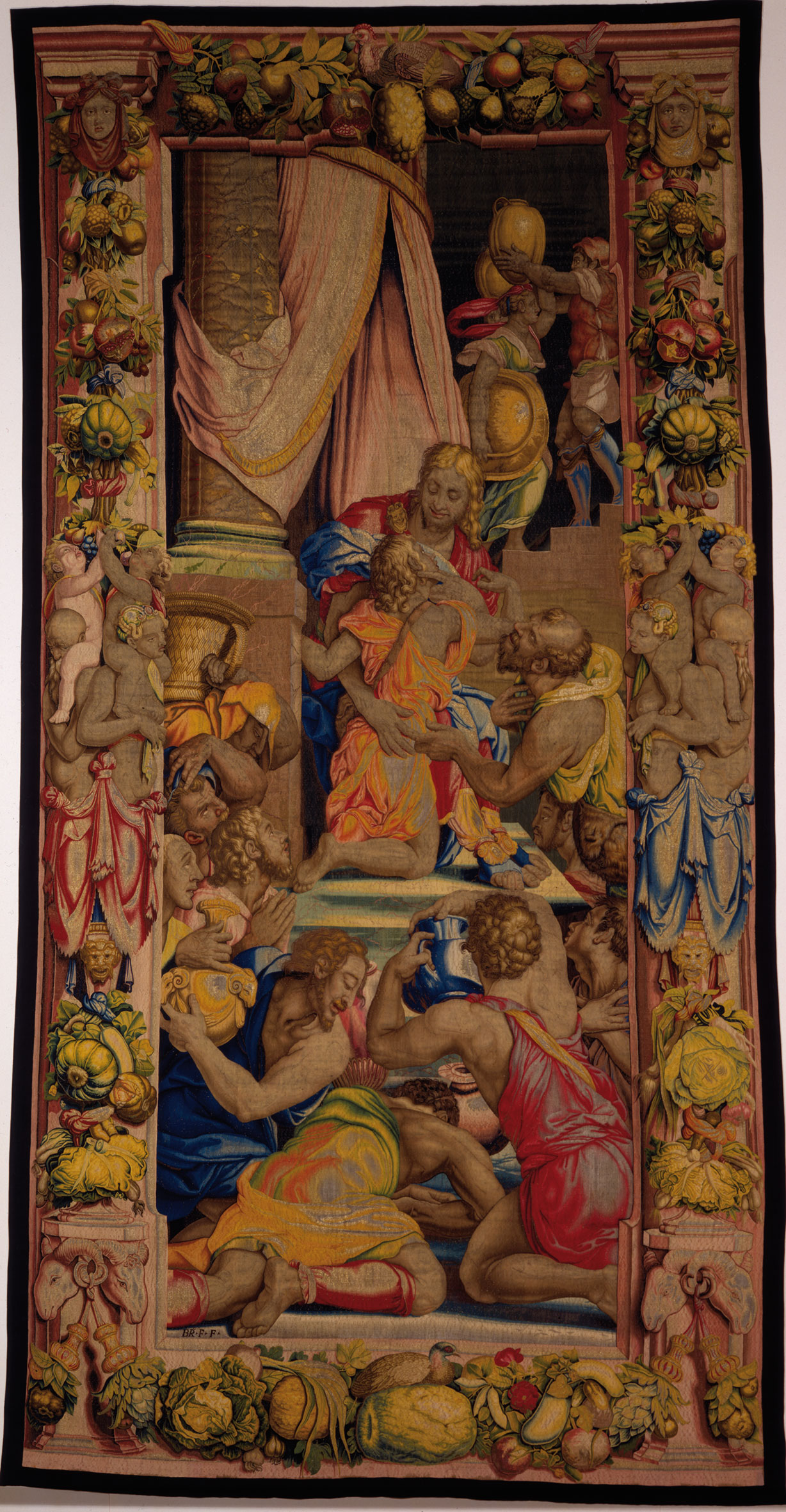
Beniamino ricevuto da Giuseppe
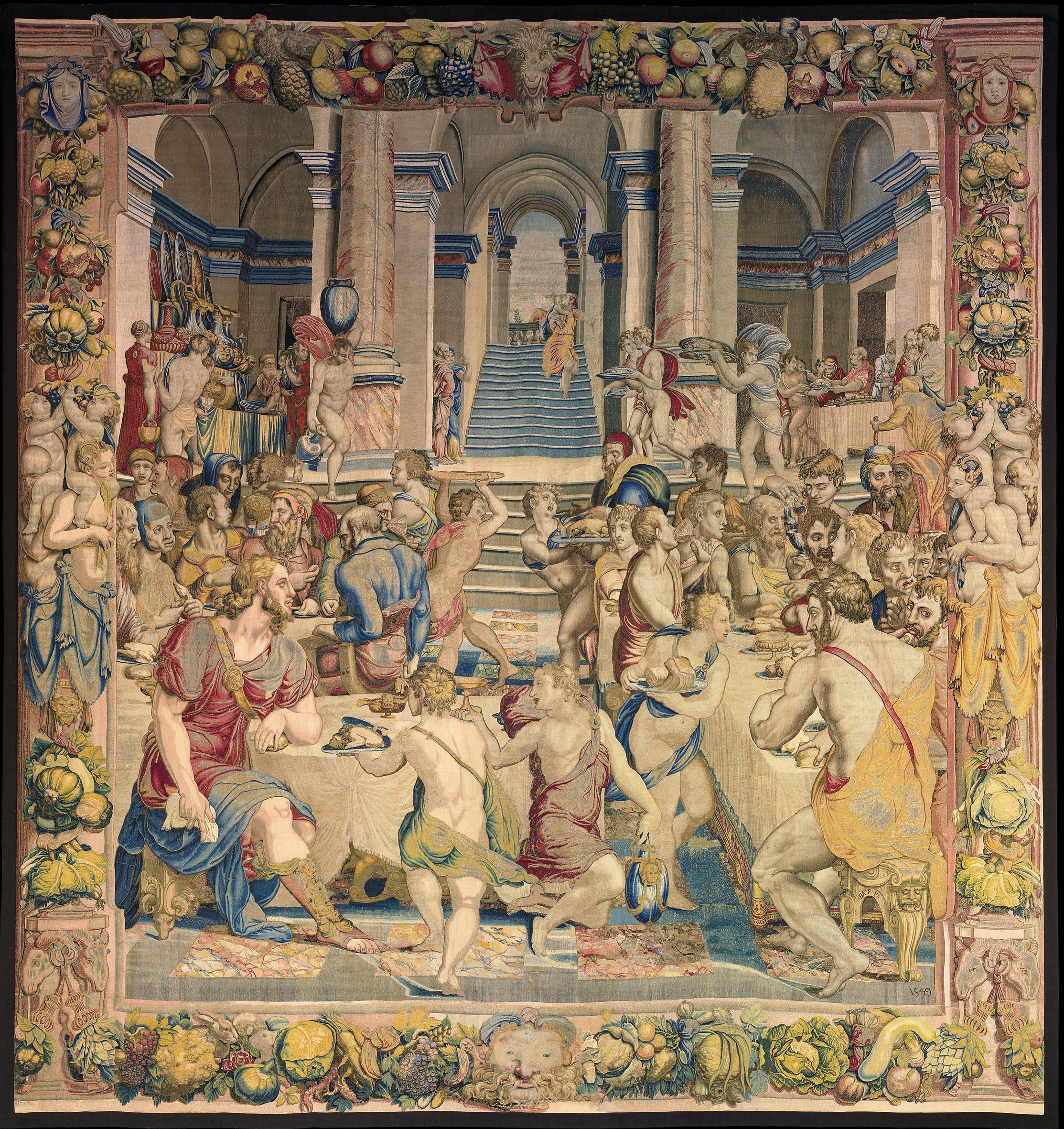
Convito di Giuseppe con i fratelli
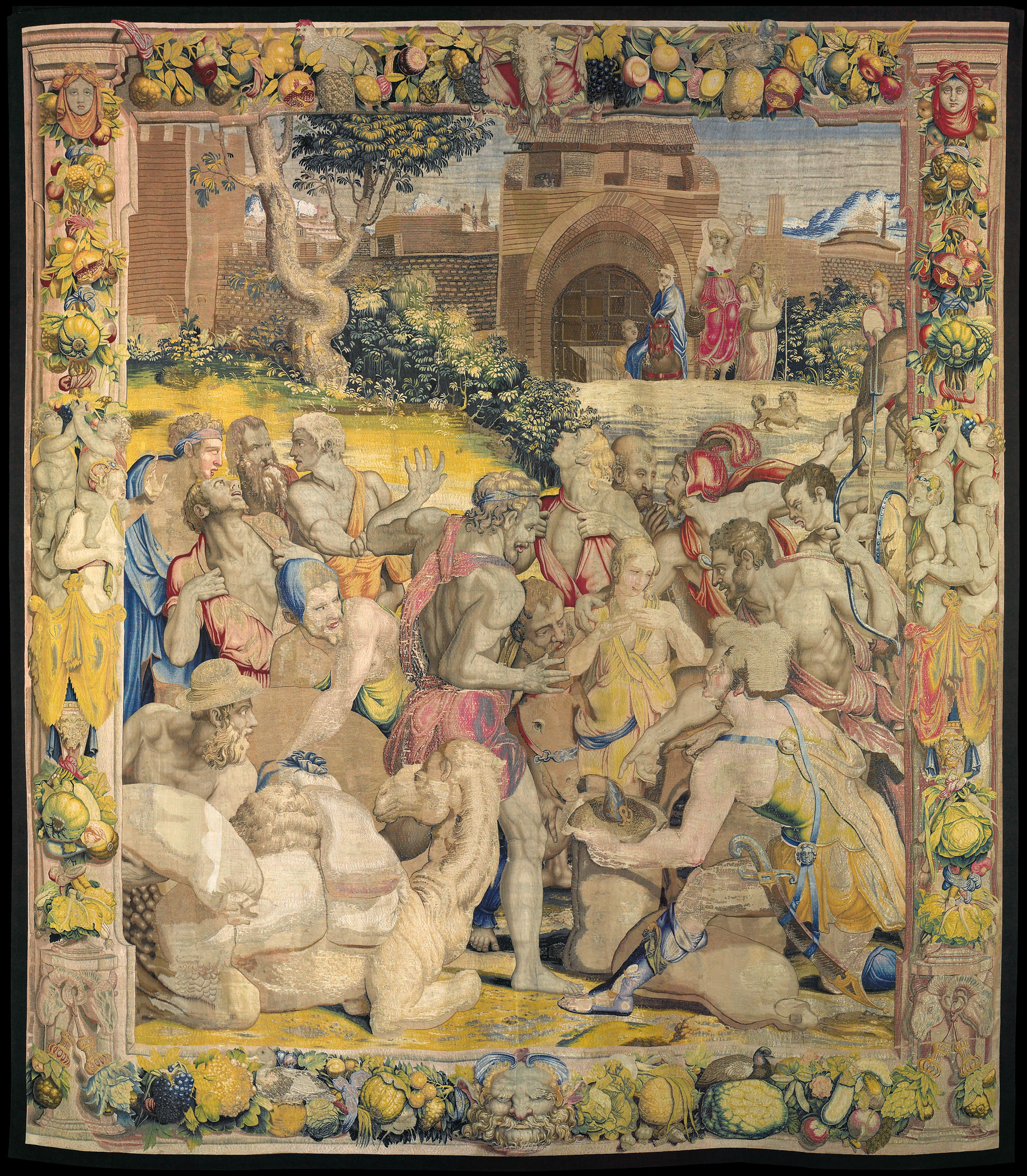
La coppa di Giuseppe ritrovata nel sacco di Beniamino
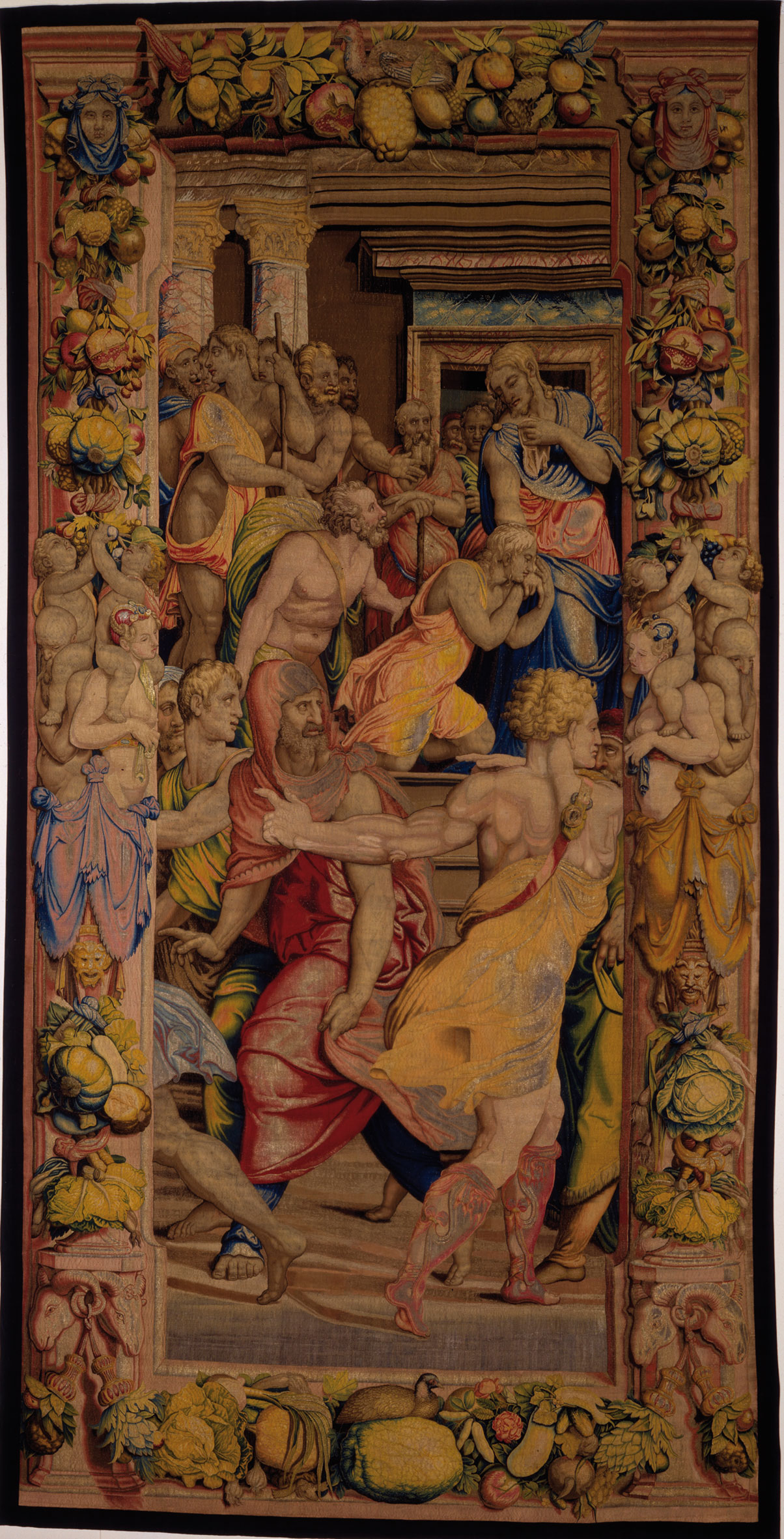
Giuseppe si fa riconoscere dai fratelli e congeda gli Egiziani
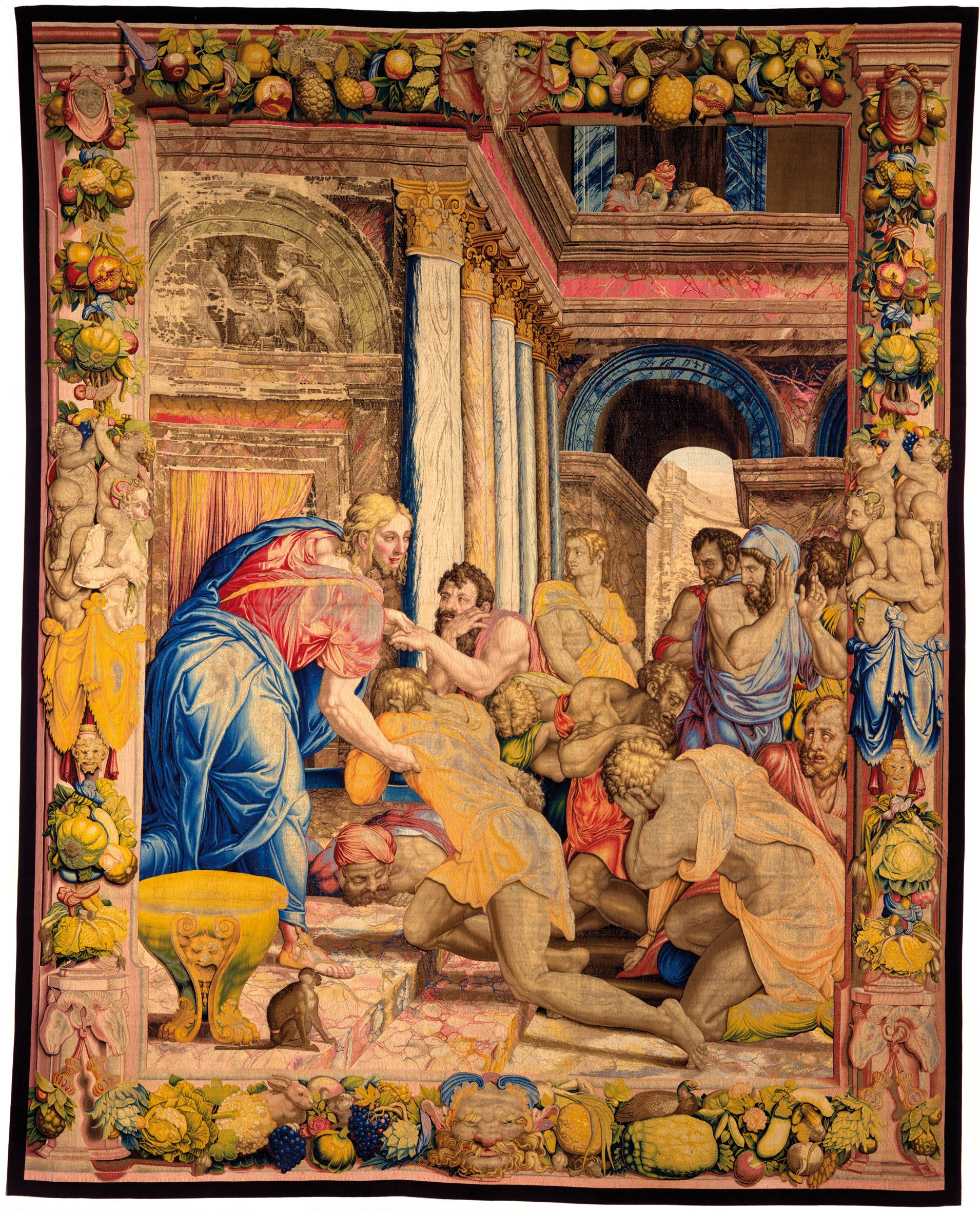
Giuseppe perdona i fratelli
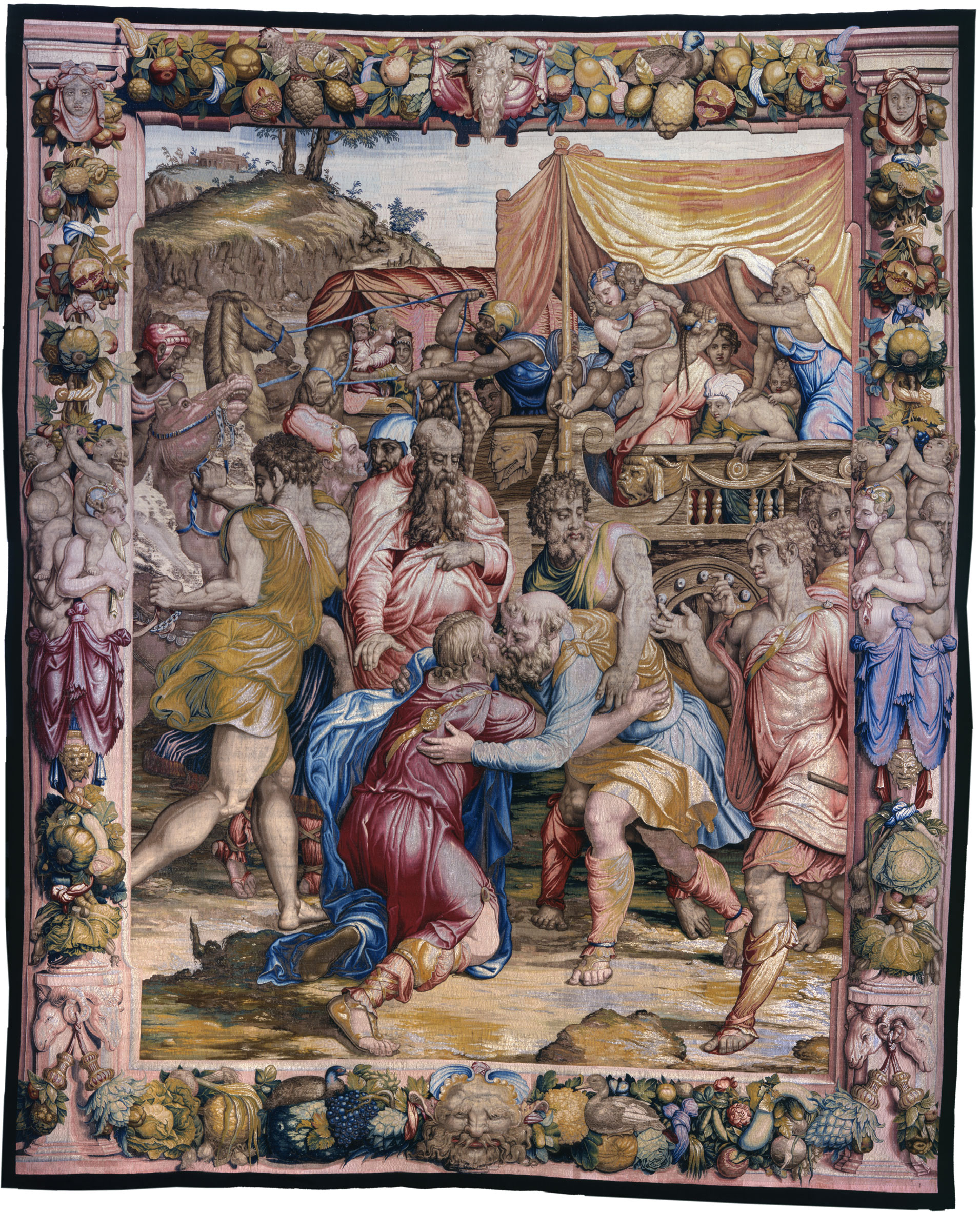
Incontro di Giuseppe con Giacobbe in Egitto
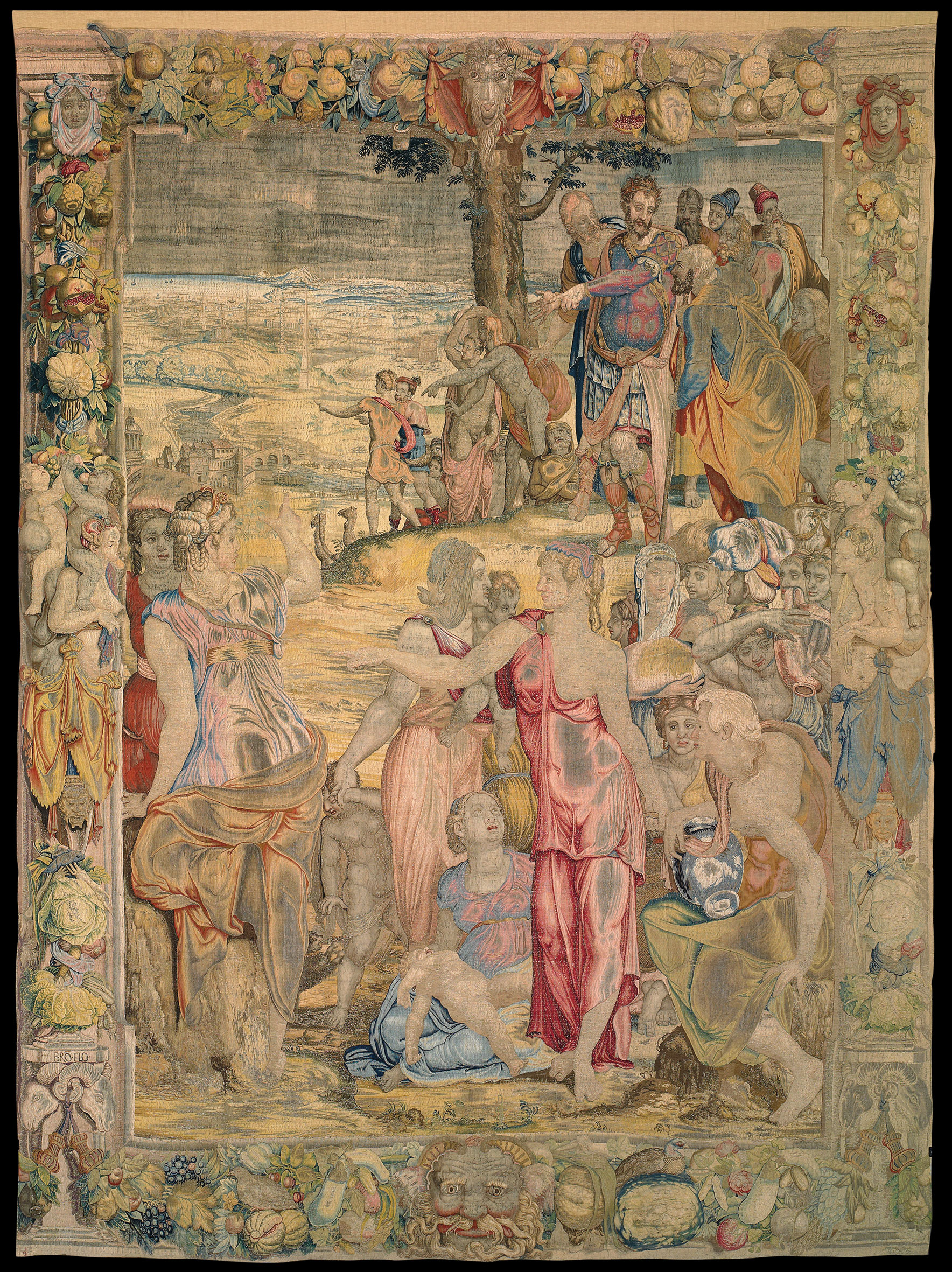
Il Faraone accetta Giacobbe nel regno
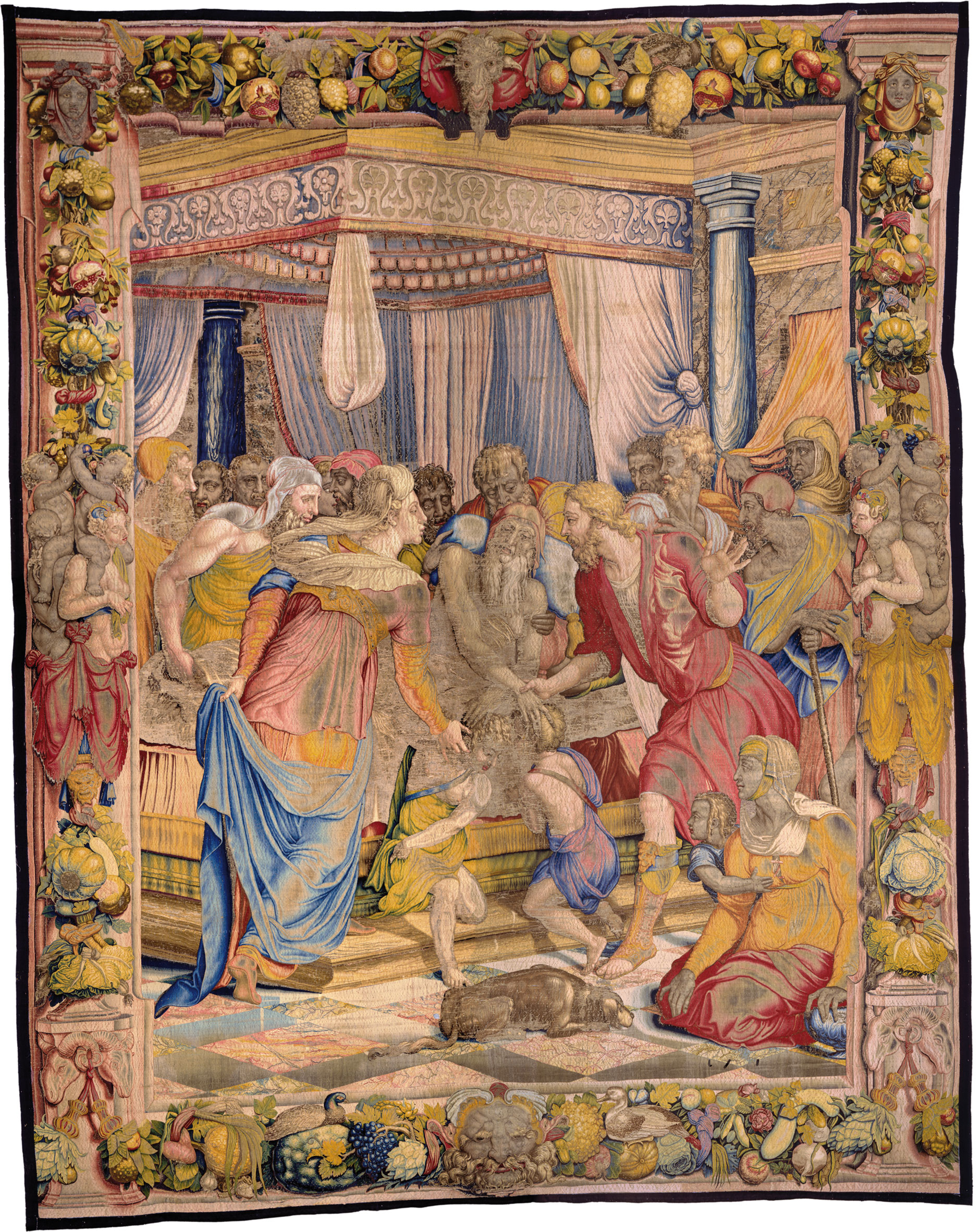
Giacobbe benedice i figli di Giuseppe
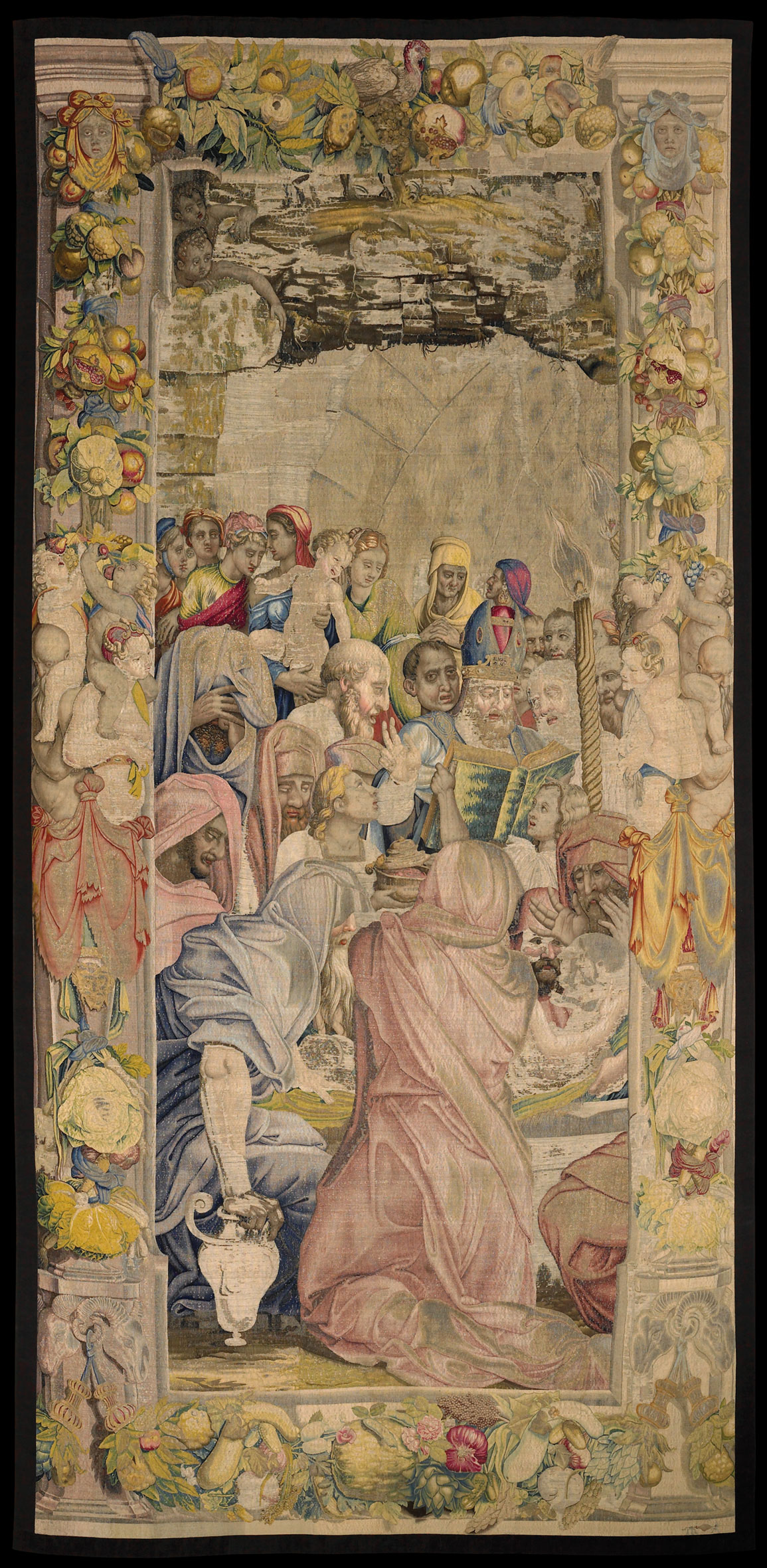
Sepoltura di Giacobbe